# Potsdamer Platz
Potsdamer Platz je trg u središtu Berlina. Ime je dobio po gradu Potsdamu koji se nalazi u blizini Berlina.
Dvadesetih i tridesetih godina 20. stoljeća Potsdamer Platz bio je jedan od najprometnijih trgova u Europi. Većina zgrada je uništena snažnim bombardiranjem tijekom Drugog svjetskog rata. Kad je Berlin podijeljen na dva dijela poslije rata, trg je također podijeljen na zapadni i istočni dio.
Godine 1963. izgrađen je Berlinski zid, ovo je mjesto bilo potpuno izolirano. Poslije pada zida 1989. godine, pjevač Roger Waters organizirao je spektakularni koncert grupe The Wall 21. srpnja 1990. godine, kako bi obilježio ujedinjenje Njemačke i rušenje Berlinskog zida. Potsdamer Platz postao je mjesto održavanja raznih koncerata svjetski poznatih zvijezda.
Poslije 1990. trg je ponovo počeo privlačiti pažnju kao atraktivna lokacija u blizini samog centra grada. Gradske vlasti su odlučile površinu podijeliti na četiri dijela, te ih prodali investitorima. Na njima su izgrađene nove zgrade. Tijekom izgradnje, Potsdamer Platz je postao najveće gradilište u Europi.
Među ostalim je podignuto suvremeno zdanje Sony Centar, sjedište tvrtke Sony u Europi. Zgrada se ističe veličanstvenom kupolom u obliku jedara. Otvorena je u lipnju 2000., a projektirao ju je njemačko-američki arhitekt Helmut Jahn. Zgrada predstavlja jedan od najvećih gradskih urbanističkih projekta posljednjih desetljeća te značajan arhitektonski i kulturni doprinos glavnom gradu Njemačke.

## Vanjske poveznice
|  | Zajednički poslužitelj ima još gradiva o temi Potsdamer Platz |